# 安德森 (印第安納州)
安德森（英語：Anderson）是一個位於美國印第安納州麥迪遜縣的城市。根據2010年美國人口普查，該地人口為56,129人，而該地的面積約為110.77平方千米。同時該地也是麥迪遜縣的縣治。

## 地理
安德森的座標為40°06′00″N 85°40′53″W / 40.10000°N 85.68139°W，而該地的平均海拔高度為268米（即879英尺）。